# Titularbistum Dorylaëum
Dorylaëum (it.: Dorielo)   ist ein Titularbistum der römisch-katholischen Kirche.
Der untergegangene Bischofssitz befand sich in der antiken Stadt Dorylaion, die im nördlichen Phrygien (heute mittleres Anatolien) lag und war der Kirchenprovinz Synnada in Phrygien zugeordnet.
| Titularbischöfe von Dorylaëum |                                             |                                                                                               |                    |                   |
| Nr.                           | Name                                        | Amt                                                                                           | von                | bis               |
| 1                             | Johann Hugo von Grätz                       | Weihbischof in Osnabrück (Deutschland)                                                        | 7. Februar 1715    | 25. Dezember 1716 |
| 2                             | Louis-Philippe-François Mariauchau d’Esglis | Koadjutorbischof von Québec (Kanada)                                                          | 22. Januar 1772    | 2. Dezember 1784  |
| 3                             | Johann Nepomuk Freiherr von Wolf            | Weihbischof in Freising (Deutschland)                                                         | 15. Dezember 1788  | 4. November 1821  |
| 4                             | Michel Bradács                              | Weihbischof in Mukatschewe (Ukraine)                                                          | 30. September 1808 | 1815              |
| 5                             | Johann Friedrich Oesterreicher              | Weihbischof in Bamberg (Deutschland)                                                          | 17. November 1823  | 26. Juni 1825     |
| 6                             | Jean-Baptiste Salpointe                     | Apostolischer Vikar von Arizona (USA)                                                         | 25. September 1868 | 22. April 1884    |
| 7                             | Antoine-Marie-Hippolyte Carrie CSSp         | Apostolischer Vikar von Französisch-Kongo                                                     | 8. Juni 1886       | 13. Oktober 1904  |
| 8                             | Antoni Karaś (Antoni Karosas)               | Weihbischof in Schytomyr (Ukraine)                                                            | 8. November 1906   | 7. April 1910     |
| 9                             | Fulgentius Antonio Torres OSB               | Apostolischer Vikar von Kimberley in Western Australia, Abt von New Norcia (Australien)       | 10. Februar 1910   | 6. Oktober 1914   |
| 10                            | Juan Bautista Luis y Pérez                  | Weihbischof in Toledo (Spanien)                                                               | 22. Februar 1915   | 30. November 1921 |
| 11                            | Michele de Jorio                            | Emeritierter Bischof von Castellammare di Stabia (Italien)                                    | 1921               | 4. April 1922     |
| 12                            | Benvenuto Diego Alonso y Nistal OFMCap      | Apostolischer Vikar des Apostolischen Vikariats Caroní (Venezuela)                            | 27. November 1923  | 23. Mai 1938      |
| 13                            | Laurentius Zeller OSB                       | Apostolischer Administrator von São Peregrino Laziosi no Alto Acre und Alto Purus (Brasilien) | 7. Januar 1939     | 1. September 1945 |
| 14                            | Joseph Wilhelmus Maria Baeten               | Koadjutorbischof von Breda (Niederlande)                                                      | 30. November 1945  | 18. Februar 1951  |
| 15                            | Henri-Charles Dupont                        | Weihbischof in Lille (Frankreich)                                                             | 24. Juli 1951      | 6. Dezember 1972  |